# Drosophila vallismaia
Drosophila vallismaia este o specie de muște din genul Drosophila, familia Drosophilidae, descrisă de Tsacas în anul 1984.
Este endemică în Seychelles. Conform Catalogue of Life specia Drosophila vallismaia nu are subspecii cunoscute.